# Idioma tarairiú
El tarairiú, caratiú o tarariú es una lengua indígena de Brasil, actualmente extinta y de filiación genética dudosa.

## Aspectos históricos, sociales y culturales

### Historia
Los tarairiú ocupaban una regió adyacente a la de los carirís de Paraíba. Ambos grupos diferían ligeramente en cultura y tradiciones por ejemplo en que los tarairiú habían practicado en endocanibalismo, no practicaban la agricultrua, eran buenos alfareros. En cuanto a la indumentaria los tarairiús usaban botoques en las orejas y tembetás en los labios, usaban sandalias de paja trenzada y ocultaban del pene con el pliegue cutáneo de testículos estirado y sujeto mediante un con el lazo atado al cuerpo. Además fabricaban redes para dormir y propulsores de dardos para la caza.
En la guerra Luso-Neerlandesa apoyaron militarmente a los holandeses frente a los portugueses.

### Variantes
Los tarairiús eran una nación dividida en diversas tribus entre ellas los jandoinos, los kanindé, los paiaku (pajacú o bajacú), los jenipapos, los jenipabuçu, los javó, los kamaçu, los tukuriju, los arariu, y los xukuru (o xacó).

## Descripción lingüística
El tarairiú es una lengua mal conocida, de la que no existe una descripción gramatical ni hablantes vivos para poder documentarla. La lengua es conocida sólo a través de listas breves de vocabulario bastantes limitadas, que muestran algunas palabras relacionables con las lenguas vecinas pero que resultan insuficientes para poder clasificar filogenéticamente la lengua o para poder dar un descripción de la misma.

### Clasificación
No se ha probado ningún parentesco con otras lenguas del NE de Brasil. Algunos autores sobre la base de aspectos culturales y de distribución han conjeturado con un parentesco con las lenguas macro-yê. Sin embargo, esos datos y argumentos no son casi nunca de naturaleza lingüística y por tanto no prueban el parentesco. Unas pocas palabras de la lista de palabras conocidas del tarairiú muestran semejanzas superficiales con formas de las lenguas macro-yê pero la mayoría no muestran ninguna similitud, por lo que las similitudes pueden ser atribuidas a préstamo lingüístico o simplemente a casualidad accidental en la forma, sin que haya un auténtico parentesco.
También existen algunas palabras comunes al tarairú y el xukurú.

### Listas de palabras
A continuación se reproducen algunas palabras conocidas recogidas por diversos autores del tarairiú y una comparación con otras lenguas macro-yê:
| GLOSA     | Tarairiú       | Carirí            | PROTO- YABUTÍ   | PROTO- YÊ | Otras lenguas macro-yê  |
| --------- | -------------- | ----------------- | --------------- | --------- | ----------------------- |
| 'agua'    | teu            | ʣu                | *mi(ru)         |           |                         |
| 'fuego'   | kiro-kia intoá | isú               | *piʧə           |           |                         |
| 'piedra'  | kebra          | cro               | *kra            | *kɛn      | kɛtɛh (ofa.)            |
| 'cabeza'  | kreká          |                   | kaj kuãka       | *krã      | krɛn (kre.)             |
| 'cabello' | unj            |                   | kai kuãhi       |           |                         |
| 'oreja'   | bandulak       | beñe nébi 'nariz' | *nipi           |           |                         |
| 'ojo'     | pigó           | pó                | *hãka(rɛ)       | tɔ        | ruɛ (kar.)              |
| 'nariz'   | korõza         | nébi              | *nĩk-           | *j-ĩja    |                         |
| 'boca'    | moz            | wariʣa            | *ʧako           | *j-arkua  |                         |
| 'diente'  | cidolé         | ʣa                | *ʧo             | *j-ua     |                         |
| 'mano'    | koreké         | misa              | *nĩ.u           | *ñ-ĩkra   |                         |
| 'pie'     | poyá           | bi(ri-)           | *praj           | *par      | bire (bor.) piri (rik.) |
| 'hombre'  | xenupre        | ré                |                 |           |                         |
| 'mujer'   | moela moéça    | tiʣi              | *ʤi             |           |                         |
| 'hijo'    | ako            |                   |                 |           |                         |
| 'casa'    | sok            | era               |                 |           |                         |
| 'comer'   | kringó         |                   | *ku             | *ku       | rɔŋ 'tragar' (yê)       |
| 'dormir'  | gonyã          |                   | *nũtõ           | *j-õt     | hondõ (kam.)            |
| 'beber'   |                | ku 'licor'        | *nõ *ku 'comer' | *kõm      |                         |

En la anterior lista sólo los términos del tarairiú 'piedra', 'cabeza', 'mano' y 'pie' tienen un parecido razonable con el de otras lenguas macro-yê, pero parecen insuficientes decidir el problema del parentesco, dado que el resto de palabras no parecen mostrar similitudes.
Por otra parte parecen existir algunas palabras comunes al xukurú y el tarairú:
'fuego': tar. kiro-, xuk. kiyo
'comer': tar. kringó, xuk. kringgo 'hacer comer'
'casa': tar. sok, xuk. šekh